# Rivière Crowsnest
La rivière Crowsnest (en anglais : Crowsnest River) est une rivière s'écoulant au sud-ouest de la province canadienne de l'Alberta.
La Crowsnest et un affluent de la rivière Oldman.